# Maske in Blau (Operette)
Maske in Blau ist eine Große Operette in zwei Teilen (sechs Bildern) mit der Musik von Fred Raymond, dem Libretto von Heinz Hentschke und den Liedtexten von Günther Schwenn. Das Werk erlebte seine Uraufführung am 27. September 1937 am Metropol-Theater in Berlin.

## Orchester
Flöte (Piccolo), Oboe, Holzbläser I (Klarinette in B, Altsaxophon), Holzbläser II (Klarinette in B, Tenorsaxophon), Holzbläser III (Klarinette in B, Altsaxophon, Flöte) Holzbläser IV (Baritonsaxophon, Bassklarinette), Bassklarinette, 3 Trompeten in B, 2 Posaunen, Harfe, Gitarre, Akkordeon, Klavier, Schlagwerk und Streicher

## Handlung

### Ort und Zeit
Der erste Teil der Operette (Bilder 1 bis 3) spielt in San Remo in Italien und der zweite Teil (Bilder 4 bis 6) am Rio Negro in Argentinien zur Zeit der Uraufführung, also in den 1930er Jahren.

### Teil I
Armando Cellini ist ein gefeierter Künstler. Mit seinem Bild „Maske in Blau“ konnte er bei einem Wettbewerb den ersten Preis erringen und damit den Durchbruch auf dem Kunstmarkt schaffen. Das Gemälde entstand genau vor einem Jahre, als er zu Gast bei einem Ball war und eine ihm unbekannte Schöne porträtierte. Seither spukt ihm diese Frau immer wieder im Kopfe herum. Weil sie ihm versprochen hatte, auf den Tag genau in einem Jahr wieder zu kommen, hofft er, sie heute noch zu sehen. Damit er sie auch ohne ihre blaue Maske erkenne, hatte er ihr nach der Vollendung des Bildes einen Ring geschenkt und sie gebeten, diesen bei ihrer Rückkehr zu tragen.
Evelyne Valera, eine reiche Plantagenbesitzerin aus Argentinien, trifft mit ihrem Gefolge im Grand Hotel ein. Jeder Operettenbesucher ahnt, dass diese die „Maske in Blau“ sein muss, und liegt damit richtig. Die Dame beabsichtigt, den Maler in seinem Atelier aufzusuchen.
Armando Cellini wartet schon sehnsuchtsvoll auf den Besuch der unbekannten Schönen. Als es klingelt, wähnt er sich schon am Ziel, wird aber gleich bitter enttäuscht. Ein fremder Herr betritt sein Atelier und gibt sich als Pedro dal Vegas aus. Das Einzige, was ihn interessiert, ist das Gemälde „Maske in Blau“. Seine Bitte, der Maler möge ihm dieses verkaufen, bleibt aber unerfüllt.
Kurz nachdem Pedro dal Vegas die Malerwerkstatt verlassen hat, kündigt sich ein neuer Gast an. Diesmal ist es die ersehnte „Maske in Blau“. Der Maler erkennt sie gleich an ihrem Ring. Sofort beginnt es zwischen den beiden zu funken und sie gestehen sich ihre Liebe.
Tags darauf wird in San Remo ein Straßenfest gefeiert. Dabei kommt es zur zweiten Begegnung zwischen Armando Cellini und Pedro dal Vegas. Dieser möchte mit allen Mitteln die Gunst der reichen Plantagenbesitzerin erringen, um seine Finanzen sanieren zu können. Weil er gemerkt hat, dass deren Herz für den Maler Cellini schlägt, hegt er einen finsteren Plan: Ihm ist es gelungen, aus Evelynes Handtasche den Ring zu entwenden. Ihn gibt er nun, angeblich im Auftrag der Besitzerin, an den Schenker zurück. Armando Cellini, eben noch himmelhoch jauchzend, ist nun zu Tode betrübt. Einen so raschen Sinneswandel seiner Angebeteten hatte er sich nicht vorgestellt.
Im Festsaal seines Palazzos gibt der Marchese Cavalotti einen Empfang zu Ehren seines Schützlings Armando Cellini. Dabei kommen Gonzala, der Majordomus von Evelyne Valera, und Franz Kilian, Armandos bester Freund, miteinander ins Gespräch. Gonzala sähe es gerne, wenn seine Chefin den Maler zum Manne nähme. Er befürchtet aber, dass ihm der windige Pedro dal Vegas den Rang streitig machen könnte. Die beiden beschließen daher, Schicksal zu spielen. Als das Fest seinem Höhepunkt zustrebt, geben sie vor allen Gästen bekannt, Evelyne Valera und Armando Cellini haben sich gerade verlobt. Letzterer zeigt sich entsetzt, fühlt er sich doch von der reichen Plantagenbesitzerin als Spielball missbraucht. Aber dieser geht es nicht anders. Wütend verlässt sie den Palazzo.

### Teil II
Evelyne ist inzwischen wieder auf ihre Hazienda am Rio Grande zurückgekehrt und versucht, Armando Cellini zu vergessen, aber es gelingt ihr nicht. Unterdessen pflegt ihr Majordomus eine rege Korrespondenz mit Armandos Freund Franz Kilian. Die beiden geben nicht auf, das Paar doch noch zusammenzubringen. Aber auch Pedro dal Vegas hält hartnäckig daran fest, Evelyne zu erobern. Sie jedoch ist unschlüssig, ob sie seinem Werben nachgeben soll.
Plötzlich naht ein Postreiter mit einem Telegramm für die Gutsbesitzerin. Dem intriganten Vegas gelingt es, die Depesche abzufangen und zu lesen. Darin kündigt Armando Cellini an, er sei mit ein paar Freunden in der nahe gelegenen Provinzhauptstadt gelandet und werde sie bald auf ihrem Anwesen aufsuchen; denn er habe inzwischen erfahren, auf welche Weise damals der Erkennungsring in den Besitz dal Vegas’ gelangt sei. Sofort schnappt sich der Argentinier das nächstbeste Pferd, um in die Provinzhauptstadt zu reiten. Ihm ist jedoch entgangen, dass einer der Gauchos bemerkt hat, wie er das Telegramm unterschlug. Kaum hat der Gaucho den Majordomus darüber in Kenntnis gesetzt, da zögert dieser nicht lange und reitet dem Gauner hinterher.
Nachdem Armondo Cellini das Telegramm in der Provinzhauptstadt aufgegeben hatte, vernahm er das Gerücht, Evelynes Verlobung mit Pedro dal Vegas stehe kurz bevor. Ohne lange nachzudenken, machte er sich gleich auf den Weg zur Hazienda. Auf halber Strecke kommt ihm der betrügerische Argentinier entgegen. Dabei versteht es der Maler, diesen derart fertig zu machen, dass er endlich seine Heiratspläne in Bezug auf Evelyne aufgibt.
Als etwas später der Majordomus mit Armandos Freunden auf der Hazienda eintrifft, feiern alle ein fröhliches Fest, bei dem es selbstverständlich zu der erwarteten Verlobung kommt.

## Musikalische Höhepunkte
- Die Juliska, die Juliska aus Buda-, Budapest, die hat ein Herz aus Paprika
- Frühling in San Remo
- Schau einer schönen Frau nicht zu tief in die Augen, denn was ihr Blick verspricht, das hält sie nicht
- Am Rio Negro, da steht ein kleines verträumtes Haus (Duett)
- Sassa, Sassa! (Der Titel wurde vor allem durch den Vortrag der Mainzer Hofsänger bei zahlreichen Karnevalssitzungen sehr bekannt.)
- Ja, das Temp’rament, ja, das Temp’rament, ja das liegt mir im Blut
- In dir hab ich mein Glück gefunden (Duett)
- Maske in Blau – Maske in Blau

## Wiener Erstaufführung
Am 15. Juni 1946 fand in den Sofiensälen (Wien-Landstraße, Marxergasse) die Wiener Erstaufführung statt.

## Verfilmungen
- 1943: Maske in Blau, Regie: Paul Martin
- 1953: Maske in Blau, Regie: Georg Jacoby
- 1963: Maske in Blau, Regie: Heinz Hentschke
- 1972: Maske in Blau, Regie: Hermann Kugelstadt

## Tonträger
Großer Querschnitt bei EURODISC mit Marika Rökk, Rudolf Schock, Margit Schramm und den Berliner Symphonikern unter der Leitung von Werner Schmidt-Boelcke